# Ramongo (departamento)
Ramongo é um departamento ou comuna da província de Boulkiemdé no Burkina Faso. A sua capital é a cidade de Ramongo.
Em 1 de julho de 2018 tinha uma população estimada em 28866 habitantes.